# Kurdistans arbetarparti
Kurdistans arbetarparti (kurdiska: Partiya Karkerên Kurdistanê), (turkiska: Kürdistan İşçi Partisi), vanligen omnämnt med sin kurdiska förkortning PKK (Partiya Karkerên Kurdistanê), var en kurdisk organisation i Turkiet som var terroristklassad av Turkiet, EU, Nato och USA. Europeiska unionens domstol hade dock i efterhand upphävt EU:s klassning för de år domstolen har granskat, då den fann att beslutet saknade giltigt underlag. Trots EU:s terroristklassificering av PKK, rådde det en diskrepans inom unionen gällande terroristklassificeringen av PKK. Bland annat har dömde Belgiens kassationsdomstol att PKK ej bör ha klassificerats som en terroristorganisation.
PKK grundades 1978 och var sedan 1984 den ena parten i ett inbördeskrig mot den turkiska staten som varit olika intensivt under olika perioder och där båda parter har gjort sig skyldiga till angrepp mot civila och andra brott mot mänskliga rättigheter.
Striden gällde mänskliga rättigheter och självstyre för den kurdiska folkgruppen i Turkiet. Kurderna utgör 10–25% av befolkningen och har sedan det moderna Turkiet grundades 1923 utsatts för statlig repression.
PKK:s ideologi var ursprungligen en blandning av revolutionär socialism och kurdisk nationalism och syftade till att grunda en oberoende, marxist–leninistisk stat i området som skulle komma att kallas Kurdistan. Senare övergav man både marxism-leninismen och målet att bilda en egen stat, och arbetade i stället för kurdernas rättighet inom Turkiet. Organisationen hade sedan det grundades letts av Abdullah Öcalan. Sedan 1999 sitter Öcalan fängslad i Turkiet och partiet leddes (2021) i praktiken av Murat Karayilan.
PKK:s väpnade gren kallades fram till 2000 People's Liberation Army of Kurdistan (ARGK) och bytte då namn till Folkets försvarsstyrka (HPG) Namnet PKK används dock oftast både för partiet och dess militära gren.
Vid en presskonferens med det prokurdiska partiet DEM den 27 februari 2025 framfördes ett meddelande där den fängslade Abdullah Öcalan uppmanade PKK:s ledning att upplösa PKK och lägga ner sina vapen. Två dagar senare utropade PKK vapenvila med Turkiet. Den 12 maj 2025 uppges det att PKK har upplösts.

## Historik

### Partiets bakgrund och första tid
PKK växte fram som en del av den revolutionära vänsterrörelsen bland studenter i Ankara efter militärkuppen i Turkiet 1971.
Under det tidiga 1970-talet bestod organisationens kärna främst av studenter ledda av Abdullah Öcalan. Ett möte på ett café inte långt från Diyarbakir 25 november 1978 anses vara det datum då organisationen bildades formellt. Bland grundarna fanns förutom Öcalan även den kvinnliga aktivisten Sakine Cansiz.
1970-talets senare del präglades av mycket politiskt våld mellan höger- och vänstergrupper och mellan vänstergrupper och staten. PKK försökte 1979 mörda den kurdiske storjordägaren Mehmet Celal Bucak, som också hade en hög ställning inom det konservativa Rättvisepartiet, med motiveringen att han skulle ha utnyttjat bönderna och samarbetat med den turkiska staten. Turkiska regeringskällor anger att PKK i början av 1980-talet hade mördat ungefär 240 personer vid konflikter med rivaliserande grupper och inom partiet, attacker mot regeringstjänstmän och raider mot byar på den kurdiska landsbygden där man utövade våld mot stammedlemmarnas fruar och barn.
Efter den turkiska statskuppen 1980 började staten använda hårdare metoder mot PKK. Många medlemmar, däribland Sakine Cansiz,  dömdes till långa fängelsestraff i Diyarkarirs fängelse där 34 fångar dog av tortyr mellan 1981 och 1989 och hundratals fick bestående skador. PKK svarade med att den 10 november 1980 genomföra ett bombdåd mot det turkiska konsulatet i Strasbourg, tillsammans med den armeniska radikalistgruppen ASALA. Ingen skadades, men en talesman för grupperna presenterade dådet som början på ett "fruktbart samarbete".

### Väpnat uppror från 1984
Med början under 1984 förändrades PKK gradvis till att bli en paramilitär organisation som vände sig direkt mot den turkiska staten. Enligt PKK-medlemmar berodde den nya inriktningen till stor del på den hårda behandlingen av politiska fångar i Diyarbakirs fängelse.
Den 15 augusti 1984 attackerade PKK två turkiska gendarmeriposteringar nära gränsen tilI Irak och Syrien. Två gendarmer dödades och ytterligare personer skadades. Detta var inledningen till ett inbördeskrig mellan PKK och Turkiets armé. PKK attackerade både civila och militära mål och den turkiska armén genomförde massiva operationer som inte bara vände sig mot PKK utan mot civila kurdiska aktivister och  journalister och mot den kurdiska civilbefolkningen. Båda sidor i konflikten har gjort sig skyldiga till massakrer av civila och andra brott mot mänskliga rättigheter.
PKK inrättade  träningsläger i Syrien och baser i Qandilbergen i den kurdiska delen av Irak, och periodvis har kriget mellan PKK och Turkiet förts inne i Irak.
I mars 1993 och december 1995 utlyste PKK ensidigt vapenvila med det uttryckliga syftet att åstadkomma en politisk lösning på konflikten, men utan att regeringen accepterade att inleda förhandlingar. I båda fallen återupptogs striderna efter några månader.

### Öcalan fängslas 1999
År 1999 greps Öcalan, rannsakades och dömdes till döden, ett straff som senare omvandlades till livstids fängelse som en del av Turkiets strävan efter medlemskap i EU. Han sitter fortfarande (2022) fängslad på fängelseön Imrali i Marmarasjön. Efter att han fängslats utbröt våldsamma protester.
Efter att Öcalan fängslats följde en period av splittring och osäkerhet inom PKK, och flera ledande personer lämnade partiet. Öcalan kvarstod som den högste ledaren men ledningen för den löpande verksamheten övertogs av Murat Karayilan. 2002 ändrades organisationens namn till KADEK och 2003 till Kongra-Gel, 2005 återtog man det tidigare namnet PKK.  2008 inrättades ett kollektivt ledarskap bestående av Karayilan, Cemil Bayik och Fehman Husseyin.

### Vapenvila och fredsförhandlngar
Efter att han fängslats deklarerade Öcalan att han övergav idén om väpnad kamp och PKK utlyste en ny vapenvila som varade fram till 2003 eller 2004.Sedan återupptog PKK den väpnade kampen, men på en betydligt lägre nivå än under 1990-talet.
Hemliga fredsförhandlingar mellan PKK-ledare och turkiska myndigheter påbörjades 2009 men avbröts 2011.
I mars 2013 utlyste Öcalan vapenvila efter förhandlingar med Recep Tayyip Erdoğans regering. Förhandlingarna bröt samman och striderna återupptogs i juli samma år.

### Syrienkriget och krig inne Turkiets kurdiska städer
Under senare delen av 2014 belägrades staden Kobanê i den kurdiska delen av Syrien av Islamiska staten, vilket ledde till att stora delar av staden förstördes och att omkring 200 000 människor flydde till Suruç på andra sidan gränsen mot Turkiet. 1500 kurder från Turkiet gick över gränsen till Syrien för att stödja PKK:s syrisk-kurdiska motsvarighet YPG i kampen mot IS. Turkisk militär stängde gränsen och hindrade ytterligare turkiska kurder att gå in i Syrien. Detta, och anklagelser om att Turkiet genom att vägra stödja Kobane i stället hjälpte IS, utlöste massiva och delvis våldsamma protester bland kurder i Turkiet och Europa. MInst 40 personer dödades vid dessa oroligheter. PKK hade inledningsvis stött och uppmuntrat protesterna men efter några dagar upphörde våldsamheterna efter att Öcalan uppmanat till detta.
I december 2015 utlyste Turkiet 24 timmars utegångsförbud i ett antal distrikt och städer i sydöstra Turkiet och påbörjade militära operationer inne i städerna, något som Amnesty International betecknade som "kollektiv bestraffning". Under flera månader pågick gatustrider mellan den turkiska armén och PKK tillsammans med "civilförsvarsenheterna" YPS, med gatubarrikader, sönderbombade byggnader och hundratals döda, varav många civila. Hela stadsdelar jämnades med marken och uppskattningsvis 300 000 människor tvingades lämna sina hem. Turkiska staten och PKK skyller ömsesidigt på varandra för våldet och förödelsen.

### Tiden efter kuppförsöket i Turkiet 2016
Efter det misslyckade kuppförsöket mot president Erdogan i juli 2016 har regeringen gripit tusentals oppositionella kurder med anklagelser om samarbete med PKK, vilket definieras som terrorism. Erdogan har också hävdat att PKK samarbetar med Gülenrörelsen som beskylls för att ligga bakom kuppförsöket.
I maj 2019 inledde Turkiet en stor offensiv mot PKK:s baser i Irak och "oskadliggjorde" enligt egen uppgift 43 PKK-medlemmar.
Vid en presskonferens med det prokurdiska partiet DEM den 27 februari 2025 framfördes ett meddelande där den fängslade Abdullah Öcalan uppmanade PKK:s ledning att upplösa PKK och lägga ner sina vapen. Två dagar senare utropade PKK vapenvila med Turkiet.
Den 12 maj 2025 uppges det att PKK har upplösts

## Mål, strategi och partisyn
PKK:s ideologi var ursprungligen en blandning av revolutionär socialism och kurdisk nationalism och syftade till att grunda en oberoende, marxist–leninistisk stat i området som skulle komma att kallas Kurdistan. Gruppen fokuserade tidigt  på den stora kurdiska befolkningen i sydöstra Anatolien.

### Kurdisk nationalism
I sitt grundningsmanifest från 1978 deklarerade PKK målet att etablera en oberoende kurdisk stat.
På en extraordinär partikongress 2000 ändrades organisationens uttalade mål från nationell frigörelse till upprättandet av en demokratisk republik i Turkiet, vilket innebar att man formellt övergav strävandena efter en enad oberoende kurdisk stat.

### Feminism
PKK såg redan från början kvinnors frigörelse som en central fråga, och under 1980- och 1990-talen blev frågan om jämställdhet mellan könen central i Öcalans ideologiska arbete.
Kvinnorörelsen inom PKK organiserades av bland andra Sakine Cansiz. År 1993 bestod uppskattningsvis en tredjedel av PKK:s väpnade styrkor av kvinnor. Det fanns dock oenighet inom organisationens huvudsakligen manliga ledarskap om vilken roll kvinnorna skulle ha, och kvinnor hänvisades ofta till politisk verksamhet i städerna i stället för att ingå i gerillan. Den militära organisationen präglades också till stor del av traditionella "feodala" och patriarkaliska föreställningar. Detta kritiserades av Öcalan, som 1997-1999 menade att partiets manliga ledare satt fast i gamla föreställningar.
Efter sitt fängslande 1999 utvecklade Öcalan sin syn på kvinnoförtrycket. 2008 skriver han om situationen i det samtida kurdiska samhället:
”Situationen för kvinnorna och barnen är katastrofal. De så kallade hedersmorden är ett uttryck för detta elände. Kvinnorna blir måltavlor för ett arkaiskt hedersbegrepp som reflekterar hela samhällets degenerering”
2013 publicerades Öcalans bok "Liberating life: Woman´s revolution" där han skriver om kvinnoförtryck ur ett historiskt perspektiv. Han menar att kvinnans förslavning under mannen var det första steget i klass-samhällets formering:
"Klass och könsförtryck utvecklas tillsammans, maskuliniteten har skapat det härskande könet, den härskande klassen och den härskande staten."

### Från marxism-leninism till demokratisk konfederalism
När PKK grundades var partiet uttalat marxistiskt. Från mitten på 1980-talet tog Öcalan tydligt avstånd från den "reellt existerande socialism" som representerades av Sovjetunionen och argumenterade för en "ny socialism" som inte byggde på stark statsmakt utan tvärtom skulle innebära att staten skulle försvinna genom en underifrån kommande samhällsomvandling.
Med början efter Öcalans fängslande började man utarbeta det man själva kallar ett nytt paradigm, som innebar att man övergav marxism-leninismen. Partiet har antagit en ny politisk plattform kallad "demokratisk konfederalism" (starkt influerad av den frihetliga socialismens tankar om kommunalism) och därmed övergivit sina tidigare krav på grundandet av ett självständigt land. 
20 mars 2005 beskrev Öcalan behovet av en demokratisk konfederalism och fortsatte:
”Den demokratiska konfederalismen i Kurdistan är inte ett statligt system, utan det demokratiska systemet för ett folk utan en stat... det får sin makt från folket och anpassar sig för att bli självständigt inom varje område, inklusive ekonomin."

### Synen på våld som politiskt medel
PKK:s verksamhet fram till 1999 innefattade mycket våld, både som gerillakrig gentemot den turkiska staten och mord och annat våld mot meningsmotståndare eller dem som uppfattades som förrädare. Under sin tid i fängelset har Abdullah Öcalan radikalt omprövat denna position. 2008 skrev han:
”Krig sågs som en fortsättning på politiken med andra medel, och romantiserades som strategiskt instrument. Ett sådant synsätt står i motsättning till hur vi ser oss som en rörelse som kämpar för samhällets befrielse. Enligt vår ståndpunkt idag kan väpnat våld bara rättfärdigas som självförsvar….PKK trodde att väpnad kamp var tillräckligt för att vinna de rättigheter kurderna hade förnekats. En sådan idé var varken socialistisk eller demokratisk, trots det faktum att vi såg oss som ett demokratiskt parti.”

### Organisationsfrågor
Även sedan Öcalan fängslades 1999 har han förblivit PKK:s högsta ledare. 2008 publicerade han en kritik av partiets hierarkiska struktur och arbetssätt:
”PKK hade skapats som ett parti med statsliknande hierarkisk struktur liknande andra partiers. Men en sådan struktur står i motsättning till principerna för demokrati, frihet och jämlikhet…….Även om PKK stod för frihet hade vi inte lyckats frigöra oss från att tänka hierarkiskt.”
I maj 2007 medverkade tidigare PKK-medlemmar i bildandet av Koma Civakên Kurdistan, KCK, en paraplyorganisation för kurder i Turkiet, Iran, Irak och Syrien.

## Finansiering
Inledningsvis fick PKK ekonomiskt stöd från Syrien och andra stater som ville försvaga Turkiet. 1999 upphörde stödet från Syrien efter att Turkiet hotat med invasion. En analys publicerad 2008 visar att huvuddelen av pengarna sedan slutet av 1990-talet kommit från medlemmar och sympatisörer inom den kurdiska diasporan i Västeuropa och genom inkomster från droghandel. PKK:s stora nätverk i Västeruropa samlar in pengar som "skatt" och genom lotterier och har under 2007- 2020 gjort sig skyldigt till penningtvätt, människohandel, vapen- och narkotikasmuggling och annan illegal verksamhet, ibland i samarbete med nätverk för organiserad brottslighet.
I samband med Sveriges ansökan om medlemskap i Nato våren 2022  framförde Turkiet anklagelsen att Sverige finansierar PKK via den närstående kurdiska organisationen PYD i Syrien. Anklagelsen avvisades av den svenska regeringen.

## Terrordåd och terroristklassning

### Våldsdåd i Turkiet
2007 höll den dåvarande turkiska regeringen PKK ansvariga för att minst 30 000 människor mist livet. 2014 uppgav istället den dåvarande turkiska försvarsministern att PKK sedan 1984 dödat 5 791 civila och 7008 personer ur de väpnade styrkorna, inklusive poliser och byvakter. Turkiska statliga myndigheter rapporterade 2015 att 6 741 civila dödats jämte 7 230 personer ur säkerhetsstyrkorna. Huvuddelen av PKK:s våldsattacker har skett i östra Turkiet och riktats mot turkisk militär och mot kurdiska civila i byar som ansetts samarbeta med den turkiska regeringen.  Mellan 1996 och 1999 utförde PKK 14 självmordsattentat, varav 10 utfördes av kvinnor.
En annan grupp, Kurdistans frihetsfalkar TAK, har tagit på sig ansvaret för en rad bomber mot köpcentra, turistanläggningar och andra civila mål i västra Turkiet, med många dödade och skadade. PKK hävdar att de inte har ansvar för eller samarbete med denna grupp. Bland utomstående bedömare finns skilda uppfattningar om den eventuella kopplingen mellan PKK och TAK.
I juni 2022 skriver den officiella webbplatsen för Sveriges ambassader och konsultat att PKK under de senaste åren påtagligt har minskat sina aktioner och att  stridigheterna mellan PKK och regeringens säkerhetsstyrkor är mycket sporadiska. Dessa äger främst rum på landsbygden och invid gränsen mot Syrien och Irak. PKK:s aktioner tar i första hand sikte på den turkiska statsapparaten, inte minst myndigheter inom försvar och rättsväsende.

### Aktiviteter i Europa
1984 blev en avhoppare från PKK skjuten till döds på Stora torget i Uppsala. Skytten greps och erkände att han såg den mördade som förrädare men förnekade att han agerat å PKK:s vägnar. Ytterligare nio personer med knytning till PKK dömdes för delaktighet i mordet. 1985 mördades ytterligare en PKK-avhoppare vid ett möte i Medborgarhuset i Stockholm. Långt senare erkände PKK-ledaren Abdullah Öcalan i en intervju i TV4 att PKK-are låg bakom de båda morden i Sverige.
Sedan 2007 rapporterar EU:s brottsbekämpningsbyrå Europol om terrorattacker och andra brott knutna till terrororganisationer. I februari och mars 2007 genomförde PKK 14-15 terroristattacker i Tyskland, de flesta riktade mot turkiska intressen. 2008 genomfördes fem attacker i Österrike varav åtminstone två mot turkiska intressen. Under åren 2009-2020 har PKK inte genomfört några terrorhandlingar på europeisk mark. Ett stort antal personer har dock gripits och dömts för brott knutna till finansiering eller annat främjande av organisationens terrorstämplade aktiviteter i Turkiet och dess grannländer.
År 2012 blev två TV-stationer dömda av dansk domstol för att ha spridit PKK-propaganda samtidigt som man förnekat att man varit finansierade av PKK, och 2013 förbjöds de att fortsätta med sina sändningar.
Europol uttrycker 2014 att PKK troligtvis använder en institution i Belgien som bas för träning av nya rekryter som sedan ansluter sig till PKK:s väpnade gren HPG med läger i Irak. 2017 uppskattar franska myndigheter att några dussintal kurder varje år rekryteras i Europa för att strida med PKK.

### Terroristklassning
1984 klassades PKK som terrororganisation av den svenska regeringen ledd av Olof Palme.
PKK klassades som terrororganisation av USA 1997 och 2004 frös USA:s finansdepartement tillgångarna för några delar av PKK:s organisation. Även Nato och ett stort antal stater, bland dem Pakistan, Iran, Japan och Israel har klassat PKK som terrororganisation. 
Europeiska unionens ministerråd klassade PKK som terroristorganisation först 2002, alltså när den ensidiga vapenvila som utlysts 1999 hållits i tre år. Enligt människorättsorganisationen Statewatch skedde det på enträgen begäran från Turkiet. 2008 dömde EU:s näst högsta domstol ut beslutet som ogrundat och därmed felaktigt, men ministerrådet bedömde domstolens uttalande som irrelevant och behöll terroristklassningen av PKK. 2018 gjorde EU-domstolen återigen samma bedömning och upphävde retroaktivt klassningen för perioden 2014-2017.
2016 rapporterades att en belgisk domstol hade frikänt PKK från terrorism och kategoriserat konflikten mellan PKK och den turkiska staten som "en icke-internationell väpnad konflikt".
FN har (2020) inte klassat PKK som terrorister, och inte heller Ryssland.
I Sverige har Nationellt centrum för terrorhotbedömning sedan 2017 bedömt att det inte finns någon risk att PKK begår terrorbrott i Sverige, men terroriststämpeln från 1984 är fortfarande kvar:
” PKK saknar sannolikt avsikt att utföra våldshandlingar som kan rubriceras som terrorattentat i Sverige. PKK i Sverige, liksom i övriga Europa, har ett strategiskt mål att avföras från EU:s lista över terrorgrupper. Därmed är det inte sannolikt att några attentatsplaner skulle initieras. Trots den fortsatt intensiva konflikten mellan den turkiska staten och PKK har inga tecken observerats på att PKK understött eller uppmanat egna sympatisörer i utlandet till våldshandlingar mot turkiska intressen. Enskilda individer kan möjligen ha avsikt att genomföra attentat mot turkiska intressen i Europa på eget initiativ eller i strid med PKK-ledningens inriktning. Terrorhotet från separatistiskt motiverad terrorism sänks från lågt hot (2) till inget hot (1)."
I samband med Sveriges ansökan om Nato-medlemskap våren 2022 har Turkiet krävt förändringar i Sveriges inställning till PKK. Turkiet har bland annat krävt att ett antal personer som i Turkiet anklagas för terrorbrott ska utlämnas. Ett liknande krav ställdes 2016 då Turkiet begärde att 4000 PKK-medlemmar skulle utvisas från Tyskland. Ingen av dem har dock utvisats, och en talesperson för det tyska utrikesdepartementet säger att detta är i enlighet med den utlämningskonvention som Europarådet lade grunden för 1957. Samma konvention följs även av Sverige, och i juli 2022 sade folkrättsprofessorn Ove Bring att den turkiska definitionen av terrorism inte kommer att "klara nålsögat att också bli betraktad som den svenska definitionen av terrorism".

## Internationella  kontakter

### Baser i grannländerna
Fram till 1999 hade PKK baser i Syrien, som också stödde organisationen ekonomiskt.
1999 etablerades Qandilbergen i Irak som PKK:s viktigaste basområde, men ända sedan tidigt 1980-tal hade organisationen funnits  närvarande där. Efter att det kurdiska självstyret i Irak etablerades 1992 genomförde Turkiet och den irakisk-kurdiska ledningen KDP en gemensam aktion för att stoppa PKK från att använda bergen som bas för attacker mot Turkiet. PKK kunde dock behålla baser i området, och Turkiet har sedan dess gjort upprepade angrepp mot Irakiska Kurdistan, bland annat en stor invasion 1995.
2020 fanns uppskattningsvis 5000 PKK-krigare i baser i norra Irak.Gränsområdet har många gånger utsatts för turkiska flyganfall och drönarattacker som drabbat den Irak-kurdiska  civilbefolkningen, och PKK har tömt byar i området för att kunna använda dem som militära fästen. Myndigheterna i det autonoma irakiska Kurdistan motsätter sig PKK:s närvaro i området men vill (2020) inte att motsättningarna ska leda till krig mellan kurder och kurder. Irakiska Kurdistan har ingått säkerhetsavtal riktade mot PKK med regeringen i Bagdad och har ekonomiska intressen av att samarbeta med Turkiet.

### Mord på PKK-ledare i Paris
2013 dödades tre ledande kvinnliga PKK-medlemmar i Paris, däribland Sakine Cansiz som var en av partiets grundare. Mördaren, Cansiz:s tillfälliga chaufför, greps men bakgrunden till morden har (2022) inte klargjorts. PKK anklagade den turkiska säkerhetspolisen för morden medan Turkiet hävdade att det handlade om en intern uppgörelse inom PKK.

### PYD och Rojava
2003 bildades Demokratiska unionspartiet (PYD) som den syriska grenen av PKK. Dess väpnade gren kallas Folkets försvarsenheter (YPG). Som en del av YPG bildades 2012 Kvinnornas försvarsenheter YPJ. PYD bygger på Abdullah Öcalans idéer och filosofi om demokratisk konfederalism och har ledande medlemmar som kommer från PKK. Det råder oenighet om hur starka banden är mellan PYD och PKK. PYD hävdar i maj 2022 att man är en självständig organisation som inte samarbetar med PKK.
PYD har under det syriska inbördeskriget bekämpat "Islamiska staten" IS i den norra, till stor del kurdiska, delen av Syrien och var den främsta kraften bakom bildandet av den de facto autonoma regionen Rojava. Staden Kobanê i Rojava, mycket nära den turkiska gränsen, belägrades 2014 av Islamiska staten. PYD/YPG lyckades med stöd av flygräder från USA och Storbritannien besegra IS och befria Kobane. Turkiet ingrep inte på sina NATO-allierades sida och blockerade länge hjälpsändningar till den belägrade staden. Efter Kobanes befrielse har PYD/YPG med stöd från USA fortsatt att bekämpa IS, samtidigt som Rojava har utsatts för militära attacker från Turkiet.
Tolkningen av förhållandet mellan PKK och PYD  har lett till diplomatiska dilemman både mellan och inom länder. Turkiet ser båda grupperna som delar av en och samma terroristorganisation och använder detta som motivering för militära attacker mot Rojava. Turkiets Nato-partner USA hade fram till 2019 ett nära samarbete med PYD/YPG i kriget mot IS och ser inte PYD som en terrorgrupp, vilket kritiseras av Turkiet. Den svenska regeringen ser i juni 2021 PYD som en viktig allierad i kampen mot terror och i januari 2022 säger Sveriges utrikesminister Ann Linde att Sverige har nära och goda kontakter med det civila självstyret i nordöstra Syrien, där PYD är en avgörande del. Svenska Migrationsverket har dock regelmässigt nekat medborgarskap för personer som varit verksamma i PYD eller YPG, med hänvisning till att dessa organisationer enligt Migrationsverket begår systematiska övergrepp.
I ett avtal från november 2021 mellan de svenska socialdemokraternas partisekreterare Tobias Baudin och riksdagsledamoten Amineh Kakabaveh anges PYD som en "legitim samtalspartner". Där sägs också: "Att frihetskämpar som slagits eller sympatiserar med YPG/YPJ eller PYD klassas av vissa statsaktörer som terrorister är oacceptabelt. I samband med samtalen kring Sveriges och Finlands Nato-ansökningar skrevs i juni 2022 ett trilateralt memorandum undertecknat av Turkiets, Finlands och Sveriges utrikesministrar. Där står uttryckligen att Sverige och Finland inte ska ge något stöd till YPG/PYD men Ann LInde säger till pressen att detta inte innebär att Sverige klassat PYD som terrorister. Utrikesministrarnas överenskommelse innehåller dock en passus om kan tolkas helt annorlunda, i och med att länderna lovar att förhindra aktiviteter även av organisationer och individer som är knutna till eller inspirerade av PKK.

## PKK och mordet på Olof Palme
Enligt teorin som kallas PKK-spåret skulle PKK ha beordrat mordet på Olof Palme. PKK-spåret blev under sommaren 1986 spaningsledare Hans Holmérs andra huvudspår. PKK misstänktes ha mördat minst två avhoppare i Sverige 1984-85. Detta hade lett till att Sverige klassat PKK som terroristorganisation och att flera PKK-medlemmar hamnat i kommunarrest och stått under polisövervakning. Enligt PKK-spåret skulle Palmemordet kunna varit en reaktion på denna övervakning. I januari 1987 avfördes PKK-spåret och i mars avgick spaningsledaren Hans Holmér efter hård kritik mot att han låtit detta uppslag styra utredningen.